# Moschea di al-Azhar
La moschea di al-Azhar (in arabo جامع الأزهر‎?, Jāmiʿ al-Azhar) del Cairo è una delle più note moschee di tutto il mondo islamico.
Fondata nel 970 dai Fatimidi, è la sede della prestigiosa Università al-Azhar, che con l'Università al-Qarawiyyin di Fès (Marocco) e con l'Università della Zaytūna di Tunisi (Tunisia), rappresenta il vertice del pensiero giuridico e teologico islamico sunnita.

## Storia
Immediatamente dopo il suo ingresso vincitore in Egitto, Jawhar al-Ṣiqillī, il generale d'origine siciliana che in nome del quarto Imam al-Muʿizz li-dīn Allāh aveva conquistato il Paese nel 969 strappandolo agli Ikhshididi, avviò la costruzione di una nuova capitale, identificando una parte fortificata e inaccessibile agli estranei alla Corte, cui dette il nome di al-Manṣūriyya, all'immediato nord di al-Fusṭāṭ, di al-'Askar e al-Qata'i'.
Allorché al-Muʿizz si recò sul posto per visitare la sua nuova conquista, decise che la capitale si sarebbe chiamata it al-Madīnat al-qāhira al-muʿizziyya («la Città vittoriosa di al-Muʿizz»), o, più semplicemente, al-Qāhira («la vittoriosa»).
Quando Jawhar al-Ṣiqillī posò la prima pietra della nuova capitale, aveva già in mente di costruire una nuova moschea ove si sarebbe ricordata la gloria di al-Muʿizz. Dapprima essa ebbe il nome di Jāmiʿ al-Qāhira ("la moschea del Cairo"). La costruzione in origine comprendeva una corte circondata da tre corridoi, aveva un solo minareto e occupava la metà dello spazio esistente. In seguito ricevette il nome di «al-Azhar» per rendere omaggio a Fāṭima Ẓahrāʾ, la figlia di Maometto da cui la dinastia pretendeva di discendere. La moschea era situata poco a sud del Khan el-Khalili, nella Cairo islamica.
La costruzione cominciò il 4 aprile 970 e durò appena due anni. Dopo la sua costruzione al-Azhar fu direttamente finanziata dagli Imam fatimidi e divenne la mosche ufficiale per la preghiera del venerdì (jumūʿa). Gli abitanti di al-Fusṭāṭ o al-Qaṭāʾīʿ si recavano ogni venerdì verso al-Azhar per ascoltare il sermone (khuṭba) pronunziato dallo stesso Imam, e compiere la preghiera congregazionale. D'altra parte Egiziani abbienti partecipavano al suo finanziamento, legando all'edificio parte dei loro beni.
Una scuola fu aperta nei pressi della moschea nell'ottobre del 975, poi nel 988 essa divenne un centro d'insegnamento superiore (Madrasa), dove s'insegnavano Fiqh, Sharīʿa e teologia. Nel 1005, sotto l'Imamato di al-Ḥākim bi-amr Allāh essa divenne una «Casa della Scienza» (دار العام, dār al-ʿilm), o una «Casa della sapienza» (دار الحكمة, dār al-ḥikma), fornita di una ricchissima biblioteca pubblica, ove l'alchimia, l'astronomia e la filosofia erano insegnate assieme ad altre discipline religiose, come lo studio delle tradizioni giuridiche e del Corano.
L’istruzione impartita ad al-Azhar includeva la giurisprudenza sciita-ismailita, la grammatica araba, la letteratura e ll storia. Essa divenne così il centro di diffusione della daʿwah (propaganda) sciita fatimide.
Alla fine del periodo fatimide, (XII secolo), la parte coperta della moschea fu ampliata. Fu aggiunto un corridoio su ogni lato della corte interna, le cui arcate poggiano su colonne marmoree.
Nel 1303, vari edifici furono completamente ricostruiti dopo le distruzioni causate da un terremoto.

## Sommossa e repressione napoleonica
In seguito all'occupazione dell'Egitto da parte delle truppe francesi napoleoniche, il 22 ottobre 1798, mentre Bonaparte era nella Cairo Vecchia, si ebbe una sommossa: la popolazione della capitale si riversò in armi nelle strade, si fortificò in diversi punti e, in particolare, nella grande moschea di al-Azhar.

Eccitati dagli sceicchi e dagli imam, tali egiziani giurarono sul loro profeta di sterminare tutti i francesi. Tutti quanti essi incontrarono, nelle case o nelle vie, furono sgozzati senza pietà. Bonaparte non si perse d'animo e portò lui stesso il confronto armato nelle strade del Cairo, obbligando i rivoltosi a concentrarsi nella moschea di al-Azhar. Ordinò ai suoi cannoni di colpire la moschea, tanto che i soldati poterono sfondare le porte e, animati dal furore bellico e dallo spirito di vendetta, massacrare gli Egiziani. Alcuni sceicchi, numerosi turchi ed egiziani, imputati di partecipazione alla sommossa, furono giustiziati.
Il 1º giugno 1801, al-Azhar chiuse le porte sull'Egitto occupato dai Francesi e, un anno e un giorno esatti più tardi, il 2 giugno 1802, riaprì per i servizi del venerdì, alla presenza del Gran Vizir ottomano.

## al-Azhar nel XXI secolo
Dapprima malfidata di fronte alla rivoluzione del 2011, al-Azhar avviò rapidamente un dialogo con tutte le fazioni dell'opposizione a Mubarak
 Ciò gli consentì di pubblicare nel giugno di quell'anno un documento di dieci pagine, La dichiarazione di al-Azhar sull'avvenire dell'Egitto, in cui l'istituzione difendeva la democrazia, i diritti dell'uomo e le libertà individuali.

Nel gennaio del 2012, essa ritrova la propria indipendenza con un emendamento a una legge del 1961: il Grande Imam non è più scelto dal potere politico ma da un comitato di ʿulamāʾ, e deve lasciare la carica all'età di 80 anni. Nel giugno 2012, un Fratello Musulmano, Mohamed Morsi, è eletto alla presidenza dell'Egitto. Le relazioni già tese con i fondamentalisti peggiorano quando il nuovo potere tenta a più riprese di mettere le mani su al-Azhar, con rimozioni e campagne di calunnie contro il Grande Imam. Come conseguenza, l'istituzione insiste a non sostenere certi progetti di legge governativi e, allorché i Fratelli Musulmani si oppongono all'ONU sulla questione dello statuto della donna, al-Azhar organizza un simposio sui diritti delle egiziane, in cui sono evocati temi scottanti quali la lotta contro la clitoridectomia presente nelle aree dell'Alto Egitto, o il matrimonio precoce.

Nel luglio del 2013, in seguito a manifestazioni che radunano molti milioni di persone contro il regime di Morsi, il Grande Imam sostiene il colpo di Stato del 3 luglio 2013, organizzato dalle forze armate.

## Descrizione della moschea di al-Azhar
Al-Azhar possiede oggi tre minareti. Il primo risale alla fine del XV secolo, durante il sultanato di Qaytbay (1468-1496), che aggiunse all'edificio anche un miḥrāb. Il secondo fu fatto erigere all'inizio del XVI secolo, durante il periodo del penultimo Sultano mamelucco burji Qansuh al-Ghuri (1501-1516).
L’ingresso che si può ammirare ai nostri giorni data al periodo ottomano (1753).

## Il Grande Imam di al-Azhar
Il Grande Imam di al-Azhar — attualmente Ahmad Muhammad al-Tayyeb — è la più alta autorità dell'Ash'arismo in Egitto. Giudicato da alcuni come una sorta di "portavoce" del governo egiziano, è stato un funzionario statale nominato dal Presidente della Repubblica, in base a una riforma oggi non più in vigore. Le sue posizioni non escludono diversi punti di vista in seno al corpo religioso di al-Azhar, e ancor meno nel mondo musulmano sunnita. Grande Imam fino al 1996, lo sceicco Jad al-Haqq 'Ali Jad al-Haqq ha, per esempio, legittimato la pena di morte per ogni musulmano che apostatasse. Ha emesso anche una fatwā che richiedeva al governo egiziano di giustiziare ogni persona contraria all'escissione muliebre.
Il 24 febbraio 2000, il papa Giovanni Paolo II ha reso una storica visita all'imam dell'Università al-Azhar Muhammad Sayyid Tantawi. Attraverso questo ateneo e il suo capo, l'Islam "moderato" egiziano ha potuto essere chiamato «arbitro del pensiero islamico moderno». In seguito a questo incontro, è stato istituito un Comitato misto per il Dialogo, creato dal Comitato permanente di al-Azhar per il dialogo con le religioni monoteiste e il Pontificio consiglio per il dialogo interreligioso, che si riunisce una volta l'anno al Cairo o a Roma il 24 febbraio, data anniversaria dell'incontro.

## Luoghi sacri del sunnismo
I primi tre luoghi sacri del sunnismo sono gli stessi degli sciiti e dei kharigiti: l'Al-Masjid al-Haram della Mecca, la Moschea del Profeta a Medina, la al-Masjid Al-Aqṣā a Gerusalemme. Seguono ulteriori siti (senza unanime consenso e senza un ordine di preferenza specifico), tra cui la stessa Moschea di al-Azhar (che sorge nei pressi immediati della Moschea di al-Ḥusayn, dove fu inumata la testa di al-Ḥusayn b. ʿAlī b. Abī Ṭālib), la Moschea degli Omayyadi a Damasco, la Grande moschea di Qayrawan (nominalmente dedicata a Sīdī ʿUqba b. Nāfiʿ), la Tomba dei Patriarchi (o Santuario di Abramo) a Hebron, Bukhara, Eyüp (distretto di Istanbul), e Harar.

## Luoghi sacri dello sciismo
Lo sciismo venera dal canto suo anche altri luoghi santi, tra cui il primato va alla Moschea dell'Imam 'Ali a Najaf (Iraq), seguita dalla Moschea di al-Husayn a Kerbelāʾ' (Iraq. Particolare devozione è riservata anche al cimitero medinese di al-Baqīʿ al-Gharqad, al cimitero meccano della Jannat al-Muʿallā, ai luoghi d'inumazione delle figlie del Profeta, Zaynab e Ruqayya, al sepolcro dell'Imam ʿAlī al-Riḍā (in lingua persianaʿAli Reża) a Mashhad (Iraq), al santuario al-Kāẓimiyya (nel distretto al-Kāẓimayn) a Baghdad, in Iraq - luogo d'inumazione dell'ottavo Imām Mūsā al-Kāẓim e di suo figlio, il nono Imām Muḥammad al-Jawād - o al Santuario di Santuario di Fatema Ma'sume -  figlia del 7º Imam sciita duodecimano Mūsā al-Kāẓim - a Qom, in Iran.